# Battaglia di Drakenburg
La battaglia di Drakenburg (in lingua tedesca Schlacht bei Drakenburg) venne combattuta il 23 maggio 1547 a nord di Nienburg, fra l'esercito protestante della Lega di Smalcalda e le truppe del Sacro Romano Impero al comando di Eric II di Brunswick-Calenberg. L'esito fu una secca sconfitta delle truppe imperiali. Eric fu costretto a gettarsi nel fiume Weser per mettersi in salvo. Come conseguenza, le truppe imperiali lasciarono il nord della Germania, contribuendo all'instaurarsi di libertà di religione per luterani e cattolici nel nord della Germania.

## Contesto
La Lega di Smalcalda era già stata sconfitta nella guerra di Smalcalda perdendo la battaglia di Mühlberg il 24 aprile 1547. La firma della Capitolazione di Wittenberg il 19 maggio, praticamente disciolse la Lega. Tuttavia, i membri della Germania del nord continuarono a resistere al Sacro Romano Imperatore Carlo V.

### Assedio di Brema
Nel gennaio 1547 il colonnello imperiale e capitano di ventura Christoph von Wrisberg reclutò uomini in Münsterland. Tramite il principe vescovo di Osnabrück e Minden, che erano ancora fedeli all'imperatore, l'esercito di Wrisberg marciò verso Brema per iniziare assediando della città. Nel mese di aprile il diciannovenne duca Eric II si unì all'esercito assediante, che contava 12 000 uomini compresi i rinforzi di Eric. Nel mese di maggio, Eric venne informato che un esercito protestante aveva saccheggiato il suo Principato di Calenberg e che era in marcia verso Brema per liberare la città. Poiché l'assedio infruttuoso era durato mesi, ridotto a zero i rifornimenti, ucciso un quarto dei suoi lanzichenecchi e con il rischio incombente di un ammutinamento, Eric decise di abbandonare l'assedio.

## Forze

### Truppe imperiali

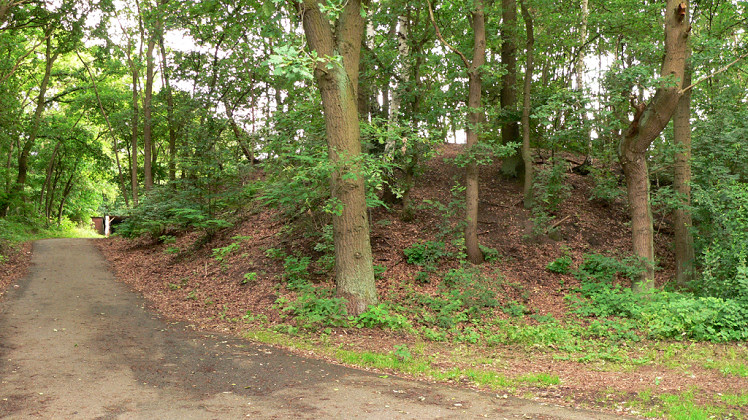
Il campo di battaglia oggi.

Le truppe imperiali lasciarono Brema il 22 maggio, rapidamente in marcia per attaccare l'esercito protestante. Le unità dei due comandanti, Eric II e Christoph von Wrisberg viaggiarono separate, una per ogni riva del fiume. Si sarebbero riunite all'attraversamento del fiume. Le truppe di Wrisberg rimasero attardate in quanto dei banchi di sabbia causarono rallentamenti. Il giovane e ambizioso duca non volle attendere i ritardatari e ordinò ai suoi mercenari di marciare più rapidamente. Dopo che fu informato dell'avvicinamento del nemico verso Drakenburg, ordinò ai suoi soldati di entrare in formazione di battaglia. Aveva circa 6 000 lanzichenecchi, un numero imprecisato di cavalieri e diciassette cannoni a sua disposizione. Egli li fece schierare a est di Drakenburg, verso Heemsen, in campo aperto. Scelse un terreno ondulato con dune di sabbia alte fino a quindici metri. Egli la considerava come una posizione ideale per incontrare il nemico. I suoi cannoni avrebbero avuto un campo aperto di fuoco a seguito della loro posizione più elevata. Inoltre, le sue truppe avevano il vantaggio di avere sia il sole che il vento alle spalle. Le sue truppe, tuttavia, non avevano una via di fuga per un'eventuale ritirata, dal momento che il campo di battaglia era delimitato da paludi, zone umide e dal fiume Weser.

### Protestanti
L'elettore Giovanni Federico I di Sassonia aveva guidato l'esercito protestante, poco prima della sua cattura, nella battaglia di Mühlberg. In origine, l'esercito consisteva solo alcuni fähnlein di lanzechinecchi guidati da Albrecht VII di Mansfeld. Esso aveva marciato dalla Sassonia via Nordhausen, Northeim e Braunschweig per aiutare la città assediata di Brema. Le truppe di Braunschweig, Hildesheim, Amburgo e Magdeburgo si erano unite all'esercito. L'esercito era costituito da un totale di 26 Fähnlein o approssimativamente 6 500 uomini, dando ad esso un leggero vantaggio numerico.

## Battaglia

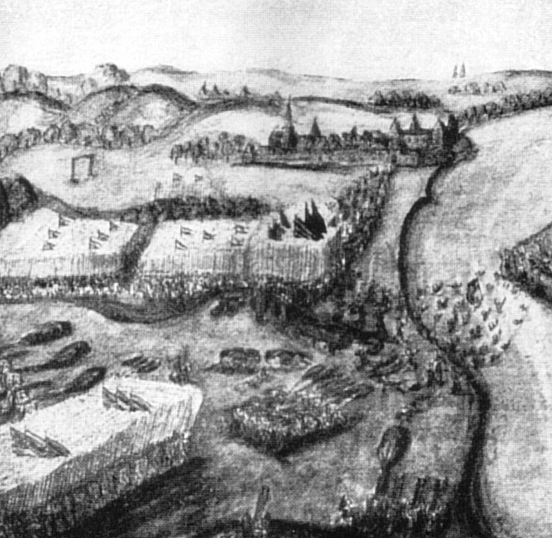
Incisione della battaglia, del 1570.

Le truppe protestanti provenivano da est e raggiunsero l'esercito di Eric, trincerato sulle dune. Gli aggressori della Lega di Smalcalda si avvalsero di una tattica attribuita a Brun von Bothmer, un capitano di Brunswick. Egli conosceva bene la zona, visto che vi era vissuto da bambino, e propose di fare un attacco frontale per poi attuare una seconda offensiva nella retroguardia dei cattolici. Bothmer portò circa mille uomini, dotati di archibugi, ad attaccare da nord di nascosto. Entrambe le parti iniziarono la battaglia con bombardamenti simultanei e assalti. In tal modo, la formazione di battaglia di Eric vacillò. Inoltre, i protestanti divisero tra le dune la forza di cavalleria imperiale. Nel caos, la cavalleria di Eric si diede alla fuga, infliggendo perdite alla propria fanteria. La via di fuga delle forze cattoliche era stata tagliata dalle forze della Lega di Smalcalda e dalla vicina palude. L'unica via di fuga rimasta era il fiume Weser. Circa 1 000 mercenari imperiali annegarono mentre cercavano di mettersi in salvo a nuoto. Il duca Eric riuscì, con difficoltà, a mettersi in salvo nuotando nelle acque del fiume con grande difficoltà.

### Azioni di retroguardia
Le truppe al comando di Wrisberg raggiunsero il campo di battaglia il 23 maggio, quando la battaglia era già terminata. A causa della loro inferiorità numerica arretrarono verso Verden. Una decina di chilometri a nord del campo di battaglia, i soldati incontrarono i rifornimenti dei protestanti vicino Hassel che era protetta soltanto da pochi soldati, equivalenti a circa un Fähnlein. Le forze imperiali sopraffecero le deboli forze della Lega di Smalcalda, requisendo il bottino di guerra di circa 100 000 guilder in oro, che consegnarono all'imperatore Carlo V.

## Conseguenze
Come risultato della battaglia di Drakensberg, l'esercito imperiale di Eric II era virtualmente scomparso. Le truppe di Wrisberg fuggirono nei Paesi Bassi e si dispersero. La vittoria protestante contribuì alla stabilità e libertà di religione per luterani e cattolici nel nord della Germania. I due comandanti sopravvissuti, Christoph von Wrisberg ed Eric II, si accusarono a vicenda, per il resto della loro vita, della responsabilità della sconfitta.